# Сінчак Михайло Григорович
Сінчак Михайло Григорович (6 січня 1948 — 21 травня 2023, Одеса) — український профспілковий діяч, залізничник, перший заступник Голови Профспілки залізничників і транспортних будівельників України.

## Життєпис
У 1967—1969 роках служив у лавах Радянської армії.
У 1979 році закінчив Дніпропетровський інститут інженерів транспорту.
Працював механіком рефрижераторних поїздів, слюсарем, оглядачем вагонів, інженером, старшим інженером у вагонному депо Одеса-Застава I.
У 1982—1987 роках працював завідувачем відділу райпрофсожу Одеського відділку залізниці. У 1987 році обраний секретарем (заступником голови) цього ж райпрофсожу (теркому).
У 1996—2002 роках був першим заступником голови Одеського дорпрофсожу.
З 2002 року по 15 грудня 2016 року — перший заступник Голови профспілки залізничників і транспортних будівельників України.
З 16 грудня 2016 року — радник Голови профспілки.
Помер 21 травня 2023 року в Одесі.

## Відзнаки
- Заслужений працівник транспорту України
- Почесний залізничник
- Почесний знак «За заслуги перед профспілкою»